# Alessandro Pizzorno
Alessandro Pizzorno (Trieste, 1º gennaio 1924 – Firenze, 4 aprile 2019) è stato un sociologo e filosofo italiano.

## Biografia
Triestino di nascita, fu un apprezzato politologo di fama internazionale.
Compì studi di filosofia presso l'Università di Torino e di Scienze sociali a Vienna e a Parigi.
Nel 1953, non ancora trentenne, assunse la direzione del Centro di relazioni industriali della Olivetti di Ivrea.
Insegnò presso importanti università italiane ed estere: Università di Urbino, Università Statale di Milano, Università di Oxford (Nuffield College), Università di Harvard, Università di Teheran, Istituto Universitario Europeo (I.U.E.) di Fiesole.
Oltre agli importanti studi sulla materia sociologica condusse ricerche di sociologia economica e politica, in special modo sulle organizzazioni sindacali e sui conflitti di classe, sulla politica italiana e i suoi aspetti, sui rapporti tra sistemi politici ed economici nelle società industriali.
Fece parte del comitato scientifico dell'Istituto lombardo di studi economici e sociali.
Fu insignito di alcuni premi, tra cui la Medaglia del Presidente della Repubblica al Premio Nazionale Letterario Pisa.

## Opere
- Le classi sociali (Il Mulino, 1959)
- Comunità e razionalizzazione (Einaudi, 1960)
- Lotte operaie e sindacato in Italia 1968-1972 (1974-1978)
- Le regole del pluralismo (1980)
- I soggetti del pluralismo. Classi, partiti, sindacati (Bologna, 1980)
- Le radici della politica assoluta (Feltrinelli, 1993)
- Il potere dei giudici ("Il nocciolo", Laterza, 1998)
- Il velo della diversità. Studi su razionalità e riconoscimento (Feltrinelli, 2007)
- Sulla maschera (Il Mulino, 2008)